# Perispuda mesoxantha
Perispuda mesoxantha är en stekelart som först beskrevs av Thomson 1894.  Perispuda mesoxantha ingår i släktet Perispuda och familjen brokparasitsteklar. Inga underarter finns listade i Catalogue of Life.